# Smile (David Gilmour)
Smile è un singolo del cantautore britannico David Gilmour, pubblicato il 19 maggio 2006 come secondo estratto dal terzo album in studio On an Island.

## Tracce
Download digitale – 1ª versione
1. Smile (Edit) – 3:48 (testo: Polly Samson – musica: David Gilmour)

CD singolo (Regno Unito), 7" (Regno Unito), download digitale – 2ª versione
1. Smile – 4:03 (testo: Polly Samson – musica: David Gilmour)
2. Island Jam – 6:33 (musica: David Gilmour)

Download digitale – 3ª versione
1. Smile (Demo) – 4:06 (testo: Polly Samson – musica: David Gilmour)

## Formazione
- David Gilmour – chitarra, voce, percussione, organo Hammond, basso
- Willy Wilson – batteria
- Polly Samson – voce
- Zbigniew Preisner – arrangiamenti orchestrali
- Robert Ziegler – conduzione